# الدیهوئلا دل کادونال
الدیهوئلا دل کادونال (به اسپانیایی: Aldehuela del Codonal) یک شهرستان در اسپانیا است که در سگبیا واقع شده‌است.